# Ќ
Kje (o Tje) (Ќ ќ; cursiva: Ќ ќ) es una letra de la escritura cirílica utilizada solo en el alfabeto macedonio, donde representa la oclusiva palatal sorda /c/, o la africada alveolar-palatal sorda /tɕ/. Kje es la 24.ª letra de este alfabeto. Se romaniza como ⟨ḱ⟩ o a veces ⟨kj⟩.
Las palabras con este sonido son a menudo cognados con otras en serbocroata que usan ⟨ћ⟩/⟨ć⟩ en su posición y en búlgaro con ⟨щ⟩, ⟨т⟩ o ⟨к⟩. Por ejemplo, la palabra macedonia ноќ (noḱ, noche) corresponde a ноћ / noć en serbocroata y a нощ (nošt) en búlgaro. La terminación -ić, común en los apellidos, se escribe -иќ en macedonio.
Es la 5ª letra más infrecuente del alfabeto macedonio, por detrás de Х (ja) y delante de Ѓ (gje).